# Der Jakobiner
Der Jakobiner (tschechisch Jakobín) ist eine Oper von Antonín Dvořák in drei Akten nach einem Libretto von Marie Červinková-Riegrová und František Ladislav Rieger. Neben der ersten Fassung, die am 12. Februar 1889 in Prag erfolgreich uraufgeführt wurde, existiert eine zweite, heute üblicherweise gespielte. Diese entstand als Ergebnis zahlreicher Umarbeitungen im Jahre 1897 durch Dvořák selbst und wurde 1899 zum ersten Mal in Prag aufgeführt. 1931 wurde diese Version erstmals in deutscher Sprache aufgeführt, konnte sich aber nur langsam durchsetzen.

## Handlung

### Erster Akt
Graf Vilém von Harasov verstieß seinen eigenen Sohn Bohuš wegen dessen zu freisinniger Gedanken und neigte sich seinem Neffen Adolf zu. Bohuš ging nach Paris und wurde in seiner Familie als Jakobiner verdammt. Gerade heute, zum Kirchweihfest, kehrt Bohuš, ohne sich zu erkennen zu geben, in Begleitung seiner Frau Julie auf das Herrschaftsgut seines Vaters zurück, auf dem sich aber der alte Graf nur selten aufhält. Das fremde Ehepaar beobachtet die aus der Kirche strömende Jugend, den alten Lehrer Benda mit seiner Tochter Terinka und ihrem Freier, dem alternden, aufgeblasenen Burggrafen Filip, aber auch den Jägergesellen Jiří, der dem jungen Mädchen viel lieber ist. Aus Eifersucht singt Jiří ein auf den Burggrafen zugespitztes Spottlied und versetzt ihn damit in rasende Wut. Bohuš und Julie hören von dem „missratenen Grafensohn“, geraten aber bald selber in Verdacht, da sie aus Paris kommen und sich für Künstler ausgeben. Der alte Graf kommt mit seinem Neffen angereist, wird ehrerbietig vom Volk begrüßt und erklärt Adolf zu seinem Erben.

### Zweiter Akt
In der Schulklasse probt der Lehrer Benda mit Chor, Kindern und Solisten eine festliche Kantate als Willkommensgruß für die Herrschaft. Terinka und Jiří singen die Solopartien. Bei ihm finden auch Bohuš und Julie ein freundliches Obdach. Der Burggraf kommt, um der hübschen Terinka den Hof zu machen, und droht Jiří mit dem Militärdienst. Gleich darauf kommt Adolf und verspricht dem Burggrafen das oberste Amt, wenn es ihm gelingt, das verdächtige, fremde Paar zu verhaften. Bohuš tritt vor, um weitere Intrigen Adolfs zu vereiteln, aber der Burggraf lässt ihn ins Gefängnis abführen.

### Dritter Akt
Während auch Jiří ins Gefängnis eingesperrt wird, gelingt es dem alten Lehrer Benda, mit Hilfe der Beschließerin Lottinka ins Schloss einzudringen und mit dem Grafen zu sprechen. Der Graf lehnt es jedoch ab, seinem Sohn zu vergeben. Julie entschließt sich, zu handeln, und singt im Versteck ein Lied, welches die verstorbene Gräfin einst ihrem Sohn zu singen pflegte. Das alte Wiegenlied bewegt den Grafen dazu, Julie Gehör zu schenken. Julie rechtfertigt Bohuš in den Augen des Grafen und überzeugt ihn, dass nur Bohuš's Verleumdung an der Entfremdung zwischen Vater und Sohn schuld ist. Der Graf lässt den Häftling aus dem Kerker befreien und schließt Frieden mit seinem Sohn und seiner Schwiegertochter. Letztlich gibt er auch dem jungen Paar Jiří und Terinka seinen Segen.